# آرشیدوک چارلز (۱۸۰۹)
آرشیدوک چارلز (۱۸۰۹) (به انگلیسی: Archduke Charles (1809)) یک کشتی است. این کشتی در سال ۱۸۰۹ ساخته شد.